# Werner Schlegel (Bildhauer)
Werner Schlegel (* 1953 in Greiz) ist ein deutscher Bildhauer und Zeichner.

## Leben und Werk
Schlegel wurde in der DDR geboren und hat von 1976 bis 1980 die Fächer Kunst und Sport an der Universität Paderborn studiert. Seit 1982 lehrt er am Gymnasium Johanneum in Wadersloh. Mit Nicole Horvatic ist Schlegel seit 1993 verheiratet. Er hat einen Sohn. Von 1995 bis 1997 hatte er einen Lehrauftrag für Bildhauerei an der Universität Paderborn. Schlegel ist Mitglied des Kreiskunstvereins Beckum-Warendorf und lebt und arbeitet im alten Güterbahnhof in Salzkotten-Niederntudorf.

„Nimmt man noch die teils weiß bemalten, teils natürlich belassenen Schnittflächen der Körper hinzu, dann ist es (…) das frappierende Nebeneinander von Härte und Weichheit, von Schwere und Leichtigkeit, das diese Arbeiten auszeichnet.“

Skulpturen, Zeichnungen und Rauminstallationen gehören zu seinem Werk.
Eine Motivgruppe im Werk des Bildhauers sind Altar installationen:
- 2011/2012 Evangelische Kapelle Diakoniekirche für Heidelberg
- 2009 Sophie Cammann Haus St. Johannisstift Paderborn
- 2009 Oratorium im Pfarrhaus Letmathe
- 2006 Andachtsraum im Herz- und Diabeteszentrum Bad Oeynhausen

## Ausstellungen (Auswahl)

### Einzelausstellungen
- 2013 neue Arbeiten | new works Emschertal-Museum, Herne
- 2012 neue Arbeiten | new works Städtische Galerie die welle Iserlohn[4]
- 2011 Skulptur und Zeichnung Hanning & Kahl, Oerlinghausen
- 2010 Werner Schlegel bei K § R Kröger und Rehmann, Rechtsanwälte und Notare, Paderborn
- 2009 Kunstverein Ibbenbüren Alte Honigfabrik Ibbenbüren
- 2008 Skulptur und Zeichnung Galerie l’Aire du Cormoran, Pernes-les-Fontaines, Frankreich
- 2007 Skulptur und Zeichnung ZiF–Zentrum für interdisziplinäre Forschung, Bielefeld[5]
- 2005 Holz in Künstlerhand 2005 LIGNA, Hannover
- 2004 Skulptur und Zeichnung Kunstverein Buxtehude, Buxtehude
- 2004 Tabula Rasa Haus der ev. Kirche, Paderborn mit Wolfgang Brenner[6]
- 2003 Kontraste Werner Schlegel und Ralf Edelmann, Galerie Bach u. Partner, Hamburg
- 2003 Skulpturen/Zeichnungen Kunsthaus Alte Mühle, Schmallenberg mit Fred Schierenbeck
- 2003 Skulpturen/Zeichnungen Galerie Kramer, Bremen[7]
- 2002 Zeichnungen/Skulpturen Museum Ratingen, Ratingen
- 2001 Installationen/Skulpturen/Bilder Kunstverein Osterholz Gut Sandbeck Osterholz-Scharmbeck
- 1998 Installationen/Skulpturen/Objekte/Bilder Kunsthalle Dominikanerkirche Osnabrück
- 1996 Artibus Bielefelder Kunstverein, Bielefeld mit Christian Hage
- 1993 Skulpturen/Bilder/Räume Stadtmuseum Beckum, Beckum

### Gruppenausstellungen
- 2010 Schlegel-Radke-Schierenbeck bei Meierjohann, Oerlinghausen
- 2009 Small Monuments 2 MK21 Galerie Hamburg-Bergedorf
- 2008 HIER UND JETZT Aktuelle Kunst in Hamm und der Region Westfalen, Gustav-Lübcke-Museum, Hamm
- 2004 Zu Gast Galerie Münsterland, Emsdetten
- 2002 Werner Schlegel, Skulpturen, Fred Schierenbeck, Malerei, Galerie Jesse, Bielefeld
- 2000 Tuchfühlung Kunsthaus Langenberg, Langenberg
- 1996 Die Grundsteinkiste Rheinisches Landesmuseum Bonn, Bonn
- 1990 Die Große Abstraktion/Die Große Realistik Kunsthalle Bielefeld, Bielefeld
- 1989 Kunst 1989 Haus der Kunst, München

## Auszeichnungen (Auswahl)
- 2004 Kunstpreis der Stadt Paderborn
- 1999 Kleiner Kulturpreis des Westfalen Blattes, Bielefeld
- 1994 Stipendium zum Kunstprojekt Civitella D ' Agliano–Communita, Italien
- 1993 Kunstpreis des Kunstvereins Hürth e. V. für Bildhauerei